# Tabocão
Tabocão é um município brasileiro do estado do Tocantins, pertencente à Região Imediata de Guaraí. Localiza-se a uma latitude 09º03'26" sul e a uma longitude 48º31'08" oeste, estando a uma altitude de 0 metros. Sua população estimada pelo IBGE para julho de 2021 era de 2 615 habitantes.

## História
O povoado de Fortaleza do Tabocão teve origem por volta de 1955, em uma área que era parte da região de Tupirama.
Antonio Teófilo Quirino e Eduardo José de Freitas chegaram ao povoado em dezembro de 1960, encontrando-se com Jaime Barros (conhecido como Barroso), Eva Alves da Silva e Carlota, que já eram residentes do povoado. Todos são considerados os pioneiros no desbravamento da região e fundação do futuro município de Tabocão. Não havia rede de energia elétrica nem qualquer infraestrutura. A primeira instituição de ensino (Escola Isolada de Nova Aurora) foi formada em 3 de março do ano seguinte, sendo depois renomeada para Grupo Escolar Fortaleza do Tabocão e finalmente passando a se chamar Colégio Estadual Major Juvenal Pereira de Sousa.
O trecho da rodovia Belém - Brasília, que chegou à região em 1972, fez com que o desenvolvimento se expandisse, com a melhoria do acesso aos meios de transporte. A vila de Fortaleza do Tabocão, que então pertencia a Guaraí, foi elevada à categoria de município pela Lei Estadual n.º 251, de 20 de fevereiro de 1991.
Em 17 de setembro de 2019, pela Lei Estadual n.º 3.540, o nome do município foi alterado para Tabocão. A mudança do nome havia sido decidida em plebiscito votado em 7 de outubro de 2018 junto com a eleição presidencial realizada naquele ano. A proposta foi aceita, tendo recebido 74,83% dos votos a favor da mudança.